# Marsupilamus fantasii
O Marsupilami (Marsupilamus fantasii - Marsupilami franquini ) é um personagem de banda desenhada franco-belga criada a 31 de janeiro de 1952 por André Franquin.

## Descrição
O Marsupilami é um mamífero (monotrémato) fictício, oriundo da floresta da Palombia, de cor amarela e manchas pretas. No início, foi considerado um marsupial (daí o seu nome), mas como põe ovos, passou a ser enquadrado nos monotrématos, apesar de ter umbigo como os primatas. Tem em média 1,30 metros de altura e 35 quilos de puro músculo. Tem uma força descomunal e uma cauda igualmente comprida com cerca de 8 metros de comprimento, a sua força, o comprimento e agilidade são-lhe muito úteis. A cauda proporciona-lhe um sem-número de possibilidades. Pode servir para lutar, pescar, nadar rapidamente, transportar toda a família, movimentar-se de árvore em árvore, saltar (usando-a como mola) até 30 metros de altura e até voar, formando uma hélice!  A cauda também é usada como forma de se exprimir. O Marsupilami é extremamente inteligente e consegue desenhar com a cauda, o que for necessário! Utilizando essa forma, como principal meio de comunicação.

## Hábitos
Alimenta-se de frutos tropicais, piranhas (que pesca com a ajuda da cauda)  e térmitas carnívoras.
Adora tomar banho, principalmente em cascatas. Gosta de admirar os pássaros a voar em volta das flores.
Tem horror a ser fotografado. Se isso acontece tem ataques de fúria, bate no chão e nos troncos das árvores, toma uma posição semelhante à dos gorilas quando se preparam para atacar e é até capaz de arrancar árvores!
É um acérrimo defensor da floresta tropical. É capaz de tudo para proteger uma espécie em perigo e luta contra qualquer um que queira "civilizar" a floresta.

## Reprodução
Normalmente os Marsupilamis são animais solitários, mas quando encontram uma companheira constituem um grupo familiar e acasalam para a vida. Quando chega a altura de terem filhos, o casal de Marsupilamis constrói grandes ninhos nas árvores, em forma de noz. Para fazer o ninho, dobram grandes ramos de árvore para fazer a base. Com ramos de palmeira fazem uma esteira muito resistente que serve de chão e de tecto. Por fim enchem o ninho com penas, para ficar quente, e decoram-no com flores para ficar aconchegado. O ninho além de confortável, é também uma forma de defesa contra o perigo. Através de um sistema muito engenhoso, quando os pais sentem algum perigo, o ninho fecha-se automaticamente. As crias Marsupilami, nascem de ovos em forma de pêra, que são chocados pela fêmea durante 20 dias. Depois de nascerem, passam a maior parte do tempo com a mãe, mas adoram aventurar-se no habitat que os rodeia.

## Nomenclatura científica
Em 1985, Franquin tentou saber como poderia dar um nome científico oficial ao Marsupilami, já que este existia como Marsupilamus fantasii desde 1952. No entanto, ele não tinha levado em conta o artigo nº13 do código internacional de nomenclatura zoológica, que diz que o nome dado a uma espécie nova só é válido quando houver uma publicação da descrição científica dessa espécie. Franquim resolve então contactar o chefe do departamento de educação e da natureza do Institut royal des Sciences naturelles de Belgique (Instituto Real das Ciências Naturais da Bélgica), Alan Quintart, que, em 1989, escreve o artigo "Le Marsupilami, une espèce nouvelle pour la Science", publicando-o na revista belga "Les Naturalistes Belges", classificou-o em "Monotremata" e atribui-lhe o nome científico de "Marsupilami franquini", já que as espécies novas têm por norma no seu nome o nome de quem a descobriu. Em 1990, depois de uma série de publicações e vários artigos publicados, deu entrada no Zoological Record, com o número 6093.
Em sua homenagem, o Muséum des sciences naturelles de Belgique (Museu das Ciências Naturais da Bélgica) manteve durante anos uma exposição permanente sobre o Marsupilami.

### Espécies
- Marsupilami franquini (Marsupilamus fantasii)

Descoberto por Spirou e Fantásio em 1952. São conhecidas três variantes.
Marsupilami amarelo com manchas pretas (Comum).
Marsupilami negro (raro).
Marsupilami amarelo (raríssimo).
- Marsupilami africanus

Descoberto por Blondin & Cirage em 1963, de aspecto pálido, sem cauda e estúpido.

### Origem do nome
Marsupilami significa marsupial amigo (em francês, marsupial+ami). Esse nome foi-lhe atribuído por erradamente no início ele ter sido enquadrado na família dos marsupiais, vindo mais tarde a perceber-se que era um monotrémato. O amigo vem do facto de ser amigo de todos os animais da floresta, estando sempre pronto a defendê-los acima de todas as coisas.